# Distrito electoral de Gibson (condado de Jefferson, Nebraska)
Gibson (en inglés: Gibson Precinct) es un distrito electoral ubicado en el condado de Jefferson en el estado estadounidense de Nebraska. En el Censo de 2010 tenía una población de 116 habitantes y una densidad poblacional de 1,25 personas por km².

## Geografía
Gibson se encuentra ubicado en las coordenadas 40°17′58″N 97°4′33″O / 40.29944, -97.07583. Según la Oficina del Censo de los Estados Unidos, Gibson tiene una superficie total de 92.93 km², de la cual 92.2 km² corresponden a tierra firme y (0.78%) 0.73 km² es agua.

## Demografía
Según el censo de 2010, había 116 personas residiendo en Gibson. La densidad de población era de 1,25 hab./km². De los 116 habitantes, Gibson estaba compuesto por el 98.28% blancos y el 1.72% eran de otras razas. Del total de la población el 1.72% eran hispanos o latinos de cualquier raza.